# Бабарыкин, Пётр Иванович
Пётр Ива́нович Боборы́кин (Бабары́кин) (?—?) — генерал-лейтенант Русской императорской армии. Кавалер ордена Святого Георгия IV степени.

## Биография
В 1756 году записан в лейб-гвардии Семёновский полк. Переведён в лейб-гвардии Конный полк вахмистром. 3 августа 1762 года произведён в корнеты конной гвардии.
В январе 1763 года переведён в лейб-гвардии Семёновский полк прапорщиком. В 1787—1788 годах командовал лейб-гвардии Семёновским полком.
26 ноября 1787 года награждён орденом Святого Георгия IV класса, за выслугу 25 лет в офицерских чинах.
2 июня 1788 года из премьер-майоров лейб-гвардии Семёновского полка назначен командиром лейб-гвардии Конного полка и произведён в полковники. В 1786 году получил чин генерал-майора.
17 мая 1789 года, по воле Императрицы Екатерины II, сдал полк, но 18 июня 1789 года вновь назначен командиром конной гвардии. 4 июля 1789 года произведён в премьер-майоры конной гвардии. Оставался в должности командира полка до 5 марта 1792 года.
8 сентября 1790 года награждён орденом Святой Анны.
24 ноября 1794 года произведён в чин генерал-поручика. С 3 декабря 1796 года по 16 июля 1797 года — шеф Санкт-Петербургского драгунского полка. Переименован в генерал-лейтенанты. 7 января 1797 года исключён из списков лейб-гвардии Конного полка, по словесному распоряжению Императора Павла I.